# Arial Mendy
Arial Benabent Mendy (sinh ngày 7 tháng 11 năm 1994) là một cầu thủ bóng đá chuyên nghiệp người Sénégal hiện tại đang thi đấu ở vị trí hậu vệ cánh trái cho câu lạc bộ Grenoble tại Ligue 2.

## Sự nghiệp thi đấu

### Diambars FC và Đội tuyển bóng đá quốc gia Sénégal
Năm 2017, khi còn thi đấu cho Diambars FC, Mendy đại diện cho Đội tuyển bóng đá quốc gia Sénégal.

### RC Lens
Anh ra mắt chuyên nghiệp cho câu lạc bộ RC Lens trong chiến thắng 2–0 tại Ligue 2 trước US Orléans vào ngày 27 tháng 7 năm 2018.

### Servette FC
Ngày 7 tháng 8 năm 2020, Mendy gia nhập câu lạc bộ Servette FC tại Giải bóng đá vô địch quốc gia Thụy Sĩ.

### Clermont Foot
Anh gia nhập câu lạc bộ Clermont Foot vào tháng 7 năm 2021.

### Grenoble
Tháng 1 năm 2023, Mendy gia nhập Grenoble tại Ligue 2 trong một thỏa thuận kéo dài 2,5 năm đã đồng ý cùng nhau chấm dứt hợp đồng với Clermont của anh.